# Chelsea Hammond
Chelsea Hammond (* 2. August 1983 in New York City) ist eine jamaikanische Leichtathletin. Sie ist spezialisiert auf den Weitsprung.

## Leben
Chelsea Hammond besuchte die Elmont Memorial High School in Elmont, Nassau County, Long Island. Danach machte sie einen Abschluss in Soziologie an der University of South Carolina in Columbia. Gesponsert wird sie von Puma. Trainiert wird sie seit 2009 von Raina Rider. Ihre Trainerin an der University of South Carolina war Delethea Quarles.

## Erfolge
In den Trials zu den Olympischen Sommerspielen 2004 wurde sie hinter der jamaikanischen und mittelamerikanisch-karibischen Rekordhalterin Elva Goulbourne Zweite. Die jamaikanische Weitsprungmeisterschaft konnte Chelsea Hammond zum ersten Mal 2007 gewinnen. Mit 6,87 m im letzten Sprung ließ sie in Kingston Elva Goulbourne hinter sich. 2008 konnte sie ihren Landesmeistertitel mit 6,61 m vor Jovanee Jarrett verteidigen. Im Mai 2008 belegte Chelsea Hammond beim Qatar Athletic Super Grand Prix in Doha mit 6,69 m den dritten Platz. Als jamaikanische Meisterin konnte sie an den Olympischen Sommerspielen 2008 in Peking teilnehmen. In der Qualifikation qualifizierte sie sich mit 6,60 m für das Finale, in dem sie mit ihrer persönlichen Bestleistung von 6,79 m den vierten Platz belegte. Im Januar 2017 wurde die zweitplatzierte Tatjana Lebedewa nachträglich des Dopings überführt und disqualifiziert, so dass Chelsea Hammond eine Bronzemedaille zugesprochen wurde.

## Persönliche Bestleistungen

### Freiluft
- Weitsprung: 6,79 m am 22. August 2008 in Peking (bei ihren 6,87 m bei der jamaikanischen Meisterschaft 2007 hatte sie 2,2 m/s Rückenwind)

- Siebenkampf: 5405 Punkte am 8. April 2004 in Knoxville (Tennessee)
  - 100-Meter-Hürdenlauf: 14,05 s am 13. Mai 2004 in Oxford (Mississippi)
  - Hochsprung: 1,81 m im Jahre 2005[4]
  - Kugelstoßen: 10,81 m am 9. Mai 2002 in Starkville (Mississippi)
  - 200-Meter-Lauf: 24,71 s am 7. April 2004 in Knoxville
  - Speerwurf: 25,99 m am 14. Mai 2004 in Oxford
  - 800-Meter-Lauf: 2:24,17 min am 8. April 2004 in Knoxville

### Halle
- Weitsprung: 6,52 m am 14. Juni 2006 in Blacksburg (Virginia)

- Fünfkampf: 4144 Punkte am 13. März 2004 in Fayetteville (Arkansas)
  - 60-Meter-Hürdenlauf: 8,45 s am 11. März 2006 in Fayetteville
  - Hochsprung: 1,79 m am 31. Januar 2004 in Chapel Hill (North Carolina)
  - Kugelstoßen: 11,49 m am 27. Februar 2004 in Lexington (Kentucky)
  - 800-Meter-Lauf: 2:27,30 min am 11. März 2006 in Fayetteville

- 60-Meter-Lauf: 7,61 s am 26. Januar 2007 in Baton Rouge (Louisiana)
- 55-Meter-Hürdenlauf: 8,03 s am 24. Februar 2006 in Gainesville (Florida)